# Puszi: Kitty
A Puszi: Kitty (Eredeti cím: XO, Kitty) 2023-tól vetített romantikus drámasorozat, amelyet Jenny Han készített. A sorozat A fiúknak, akiket valaha szerettem spin off-ja, amely a To All the Boys I've Loved Before című könyvtrilógiájának adaptációja az első netflixes sorozat, ami eredeti Netflix-filmből származik. Han íróként, valamint vezető producerként is dolgozik a műsor vezetése mellett. A főbb szerepekben Anna Cathcart, Choi Min-yeong, Anthony Keyvan, Gia Kim, Sang Heon Lee, Peter Thurnwald, Regan Aliya látható.
Amerikában és Magyarországon 2023. május 28-án mutatta be a Netflix.
2023 júniusában berendelték a második évadot.

## Történet
Kitty Covey úgy gondolja, hogy nagyon ért a szerelemhez, ezért Koreába költözik, hogy újra találkozzon távkapcsolatban lévő barátjával. Azonban hamarosan rájön, hogy a kapcsolatok sokkal bonyolultabbak, különösen ha a saját érzelme van veszélyben.

## Szereplők

### Főszereplők
| Szereplő neve                | Színész neve    | Magyar hang         |
| ---------------------------- | --------------- | ------------------- |
| Katherine "Kitty" Song Covey | Anna Cathcart   | Engel-Iván Lili     |
| Dae-heon Kim                 | Choi Min-young  | Fáncsik Roland      |
| Quincy "Q" Shabazian         | Anthony Keyvan  | Blahó Gergő         |
| Yuri Han                     | Gia Kim         | Nagy Blanka         |
| Min Ho                       | Sang Heon Lee   | Katona Péter Dániel |
| Alex Finnerty                | Peter Thurnwald | Böröndi Bence       |
| Juliana                      | Regan Aliya     | Lamboni Anna        |

### Mellékszereplők
| Szereplő neve         | Színész neve            | Magyar hang      |
| --------------------- | ----------------------- | ---------------- |
| Jina Lim igazgatónő   | Yunjin Kim              | Haumann Petra    |
| Daniel Lee professzor | Michael K. Lee          | Debreczeni Csaba |
| Madison Miller        | Jocelyn Shelfo          | Dér Marus        |
| Florian               | Théo Augier Bonaventure | Nagy Gereben     |
| Mr. Han               | Lee Hyung-chul          | Láng Balázs      |
| Trina                 | Sarayu Blue             | Nádasi Veronika  |
| Dan Covey             | John Corbett            | Czvetkó Sándor   |

### Magyar változat
A szinkront a Netflix megbízásából a Mafilm audio készítette.
- Szinkronrendező: Nikodém Zsigmond
- Vágó: Kajdácsi Brigitta
- Hangmérnök: Jacsó Bence
- Magyar szöveg: Faludi Katalin
- Gyártásvezető: Kincses Tamás
- Produkciós vezető: Kónya Andrea

## Epizódok

### 1. évad
| #   | Eredeti cím | Magyar cím                  | Írta                               | Rendezte           | Eredeti premier | Magyar premier  |
| --- | ----------- | --------------------------- | ---------------------------------- | ------------------ | --------------- | --------------- |
| 1.  | XO          | Puszi                       | Jenny Han & Siobhan Vivian         | Jennifer Arnold    | 2023. május 18. | 2023. május 18. |
| 2.  | WTF         | Mi a fene?!                 | Siobhan Vivian                     | Jennifer Arnold    | 2023. május 18. | 2023. május 18. |
| 3.  | KISS        | A csók                      | Alanna Bennett                     | Jeff Chan          | 2023. május 18. | 2023. május 18. |
| 4.  | TGIF        | Hála égnek, hogy péntek van | Emily Kim                          | Jeff Chan          | 2023. május 18. | 2023. május 18. |
| 5.  | TBH         | Őszintén szólva             | Sarah Choi                         | Jennifer Arnold    | 2023. május 18. | 2023. május 18. |
| 6.  | BYOB        | Egy görbe éjszaka           | Hanna Stanbridge & Chris Martin    | Jennifer Arnold    | 2023. május 18. | 2023. május 18. |
| 7.  | TIL         | A felfedezés                | Jessica O'Toole                    | Pamela Romanowsky  | 2023. május 18. | 2023. május 18. |
| 8.  | LFG         | Fellobbanó érzelmek         | Jessica O'Toole & Sascha Rothchild | Pamela Romanowsky  | 2023. május 18. | 2023. május 18. |
| 9.  | SNAFU       | Káosz                       | Sascha Rothchild                   | Katina Medina Mora | 2023. május 18. | 2023. május 18. |
| 10. | OTP         | Igaz szerelem               | Jessica O'Toole & Sascha Rothchild | Katina Medina Mora | 2023. május 18. | 2023. május 18. |

### 2. évad
| #  | Eredeti cím        | Magyar cím                 | Írta | Rendezte | Eredeti premier  | Magyar premier   |
| -- | ------------------ | -------------------------- | ---- | -------- | ---------------- | ---------------- |
| 1. | K.I.S.S Me Again   | Csókolj meg újra           |      |          | 2025. január 16. | 2025. január 16. |
| 2. | Never Bern Kissed  | Még sosem csókolt meg lány |      |          | 2025. január 16. | 2025. január 16. |
| 3. | New Year's Kiss    | Újévi csók                 |      |          | 2025. január 16. | 2025. január 16. |
| 4. | Kiss and Tell      | Csókok és titkok           |      |          | 2025. január 16. | 2025. január 16. |
| 5. | Kissing Cousins    | Uncsitesópuszi             |      |          | 2025. január 16. | 2025. január 16. |
| 6. | Kiss and Make Up   | Békülős puszi              |      |          | 2025. január 16. | 2025. január 16. |
| 7. | Kiss őr Death      | A halál csókja             |      |          | 2025. január 16. | 2025. január 16. |
| 8. | Sealed with a Kiss | Nem a legjobb időzítés     |      |          | 2025. január 16. | 2025. január 16. |

## A sorozat készítése
2021 márciusában bejelentették, hogy A fiúknak, akiket valaha szerettem című film spin-offja készül, amelynek minden epizódja egy félórás romantikus vígjáték lenne. A sorozatot a Netflix exkluzívjaként fejlesztette ki az Awesomeness és az ACE Entertainment. A hírek szerint a könyvek eredeti szerzője, Jenny Han lesz az alkotó, író és vezető producer, valamint Siobhan Viviannel együtt írja a bevezető forgatókönyvét. Hat hónappal később a Netflix tíz epizódot rendelt meg a stáb többi tagjának bejelentésével együtt.